# Diego de León
Pour les articles homonymes, voir De León.
Diego de León y Navarrete, comte de Belascoain, né à Cordoue le 30 mars 1807 et mort à Madrid le 15 octobre 1841, est un militaire espagnol. « Héros romantique par excellence », il s'est fait connaître et aimer du peuple par son courage et sa grande détermination aussi bien dans les combats que face à la mort.

## Biographie
Il s'enrôle très jeune dans l'armée de cavalerie ; âgé de seulement 17 ans il accède au rang de capitaine. Il se distingue par sa valeur au combat au cours de la première guerre carliste,. On remarque en particulier son habitude d'attaquer toujours de front et de charger là où l'ennemi est le plus nombreux. À Arcos de la Frontera, il affronte à la tête d'un escadron de seulement 70 cavaliers une colonne carliste, et parvient à la contenir jusqu'à l'arrivée des renforts. Son héroïsme dans cette action est tel que son chef ordonne qu'on le décore sur le champ de bataille même de la croix laurée de l'ordre de saint Ferdinand, la plus haute récompense militaire de l'Armée espagnole.
En 1835 il participe avec succès à la bataille de Mendigorría (en), prend Belascoáin en 1838, mérite qui lui vaut l'attribution du titre de Comte de Belascoáin, entre autres actions remarquables. En 1840 il est nommé capitaine général de Nouvelle-Castille.
Membre du parti modéré, il démissionne et prend l'exil pour la France en raison de son inimitié envers Espartero après la chute de la régente Marie-Christine de Bourbon et durant le règne d'Isabelle II.
Plus tard, en 1841, il se joint au soulèvement modéré de O'Donnell contre Espartero (un épisode connu sous le nom de révolution de 1841) mais il échoue. Il est arrêté, condamné à mort et refuse les propositions d'évasion. Le carrosse qui le transporte sur son lieu d'exécution est acclamé avec ferveur par la foule. Il fait preuve d'un courage sans faille jusqu'au dernier instant, où il s'adresse au peloton d'exécution et lui donne lui-même les ordres réglementaires : « ¡Que no os tiemble el pulso!¡Al corazón! » (« Ne tremblez pas ! Visez le cœur ! »).
Son exécution pousse son ami et compagnon d'arme José Gutiérrez de la Concha, également par ailleurs personnalité politique de premier plan, à se retirer temporairement des forces militaires.
Élevé au rang des martyrs, il est le seul nom que l'histoire retiendra des deux cents autres prisonniers exécutés à la même occasion.

## Hommage
Une station de métro porte son nom à Madrid.